# Costantino Gaetani
Costantino Gaetani, o Caetani (Siracusa, 1568 – Roma, 7 settembre 1650), è stato un religioso ed erudito italiano.

## Biografia
Nacque a Siracusa nel 1568 da Barnaba Gaetani, marchese di Sortino, e da Girolama Perni dei baroni di Floridia. Il 29 ottobre 1586 entrò nel monastero benedettino di San Nicolò l'Arena a Catania. Nel 1603 fu chiamato a Roma da papa Clemente VIII per servire la Sede apostolica. A Roma collaborò con il cardinale Cesare Baronio, fornendogli molti materiali per i suoi Annales Ecclesiastici. Papa Paolo V lo nominò abate dell'abbazia di San Baronto nella diocesi di Pistoia. Nel 1621 fondò a Trastevere il Collegium Gregorianum come centro di studi benedettini e destinato ad ospitare gli appartenenti all'ordine in visita a Roma. Donò al collegium i codici e manoscritti raccolti nel corso dei suoi studi, fondando la Bibliotheca Anicia, che nel 1666 venne trasferita alla Biblioteca universitaria Alessandrina.
Curò l'edizione critica dell'Opera omnia di san Pier Damiani, che divise in quattro volumi pubblicati tra il 1606 e il 1640 (le lettere nel 1606, i sermoni e le vite dei santi nel 1608, gli opuscoli nel 1615 e i carmina nel 1640). Nel 1638 curò l'edizione della Vita di Gelasio II di Pandolfo Pisano, rinvenuta in un codice conservato presso la Biblioteca Ambrosiana di Milano, inserita dal Muratori nel Tom. III Par. II dei suoi Rerum Italicarum scriptores (Milano 1723).
Sulla base di manoscritti italiani, sostenne che l'autore della celebre Imitazione di Cristo fosse il padre benedettino Giovanni Gersen, abate di S. Andrea di Vercelli, in polemica con Heribert Rosweyde che ne attribuiva la paternità a Tommaso da Kempis.
Gaetani raccolse moltissimi documenti e codici sulle vite dei santi, forse in vista di una pubblicazione, poi mai realizzata. Uno studioso contemporaneo riferisce che Gaetani possedeva non meno di 300 manoscritti inediti contenenti vite di santi, una raccolta che un autore recente definisce: 'une sorte d'Acta Sanctorum avant la lettre'. Collaborò con il fratello Ottavio alla redazione delle monumentali Vitae Sanctorum Siculorum, procurandogli numerosi e antichi codici manoscritti.
Sostenne che san Benedetto appartenesse all'antica famiglia romana degli Anicii e che la sua casa paterna fosse dove più tardi era sorta la chiesa di San Benedetto in Piscinula.
Nel 1639 in occasione degli scavi per le fondamenta del Collegio gregoriano a Trastevere, che aveva ottenuto per ospitare i monaci benedettini in visita a Roma, riportò di aver visto i resti di un'antica chiesa dedicata ai martiri Ciro e Giovanni, secondo l'iscrizione presente sopra l'architrave.
Tra i suoi molteplici interessi non fu secondario quello per la famiglia Caetani /Gaetani, di cui seguì le vicende in varie località, soprattutto a Roma e a Pisa, ricollegandola al ceppo Gaetani attestati in Sicilia, al quale egli stesso apparteneva: la sua tesi che i Caetani/Gaetani derivassero da un unico ceppo discendente dai duchi di Gaeta non ha trovato conferma negli studi più recenti.
Alla sua morte, venne sepolto nella chiesa di San Benedetto in Piscinula.

## Opere principali
- Beati Petri Damiani S. R. E. cardinalis Episcopi Ostiensis Ordinis S. Benedicti Opera omnia in quatuor tomos distributa, studio et labore Domni Constantini Cajetani, (Roma, I-IV, 1606-1640; Lione, I-III, 1623; Parigi, I-IV, 1643; ibid., 1663; Parigi e Venezia, 1743; Bassano, 1783). Ristampata con le Vitae e i Prolegomena nella Patrologia Latina di Jacques Paul Migne, Tom. CXLIV e CXLV (1853).
- (LA) Pier Damiani, B. Petri Damiani monachi Ordinis S. Benedicti. ... Epistolarum libri octo. Multis ex bibliothecis collecti, et argumentis, notisque illustrati, atque nunc primum excusi. Opera, ac studio domni Constantini Caetani Syracusani, a cura di Costantino Gaetani, Parisiis, ex officina Niuelliana, 1610. URL consultato il 18 giugno 2019.
- (LA) Costantino Gaetani (a cura di), Sanctorum trium episcoporum, religionis Benedictinae luminum, Isidori Hispalensis, Ildefonsi Toletani et Gregorii, cardinalis Ostiensis, vitae et actiones, a D. Constantino Cajetano, ... recensitae ac notis illustratae. Addita sunt ... aliquot ejusdem S. Isidori scripta nondum edita, Romae, apud Iacobum Mascardum, 1606. URL consultato il 17 giugno 2019.[10]
- (LA) Costantino Gaetani, Beati Amalarij Fortunati, ordinis S. Benedicti, S.R.E. cardinalis, Treuerorum archiepiscopi, ac Galliæ Belgicæ primatis, vita ex ipsius scriptis potissimum excerpta a domno Constantino Caetano S.mi D. N. à sacris litterarum monimentis, & Congregationis Casinensis Decano, Romae, ex Typographia Iacobi Mascardi, 1612. URL consultato il 18 giugno 2019.
- Animadversiones in vitam S. Anselmi Lucensis, pubblicate nei Monumenta contra Schismaticos à Jacobo Gretsero Soc. Jesu edita (Ingotstadt, 1613).
- (LA) Giovanni Gersen, Venerabilis viri, Ioannis Gessen, abbatis Ord. s. Benedicti. De Imitatione Christi libri quatuor. A Domno Constantino Caietano, ... recensiti : ac permultis in locis, ex veteri MS. Codice restituti. Accessit eiusdem Domni Constantini Abbatis Caietani, Defensio pro hoc ipso librorum auctore. ... Cum Indice rerum, ac verborum locupletissimo, a cura di Costantino Gaetani, Romae, ex Typographia Iacobi Mascardi, 1616. URL consultato il 18 giugno 2019.[11]
  - L'attribuzione dell'Imitazione di Cristo all'abate Giovanni Gersen suscitò la forte opposizione di Heribert Rosweyde, che rispose al Gaetani nel saggio: Heriberti Rosweydi è Societate Jesu Vindiciae Kempenses pro libello Thomae à Kempis de Imitatione Christi adversùs Constantinum Cajetanum abbatem S. Baronti (128 p.), pubblicato in calce all'edizione plantiniana del De Imitatione Christi, (Anversa, 1617, ex officina Plantiniana, apud Balthasarem et Ioannem Moretos fratres). Il Gaetani ribatté alle critiche di Rosweyde nel volume Domni Constantini Cajetani a sacris litterarum monimentis pro Joanne Gersen abbate Vercellensi librorum de imitatione Christi auctore concertatio priori editione auctior accessit apologetica eiusdem responsio pro hoc ipso librorum auctore adversus Heribertum Rosweydum Societatis Jesu presbyterum (s.l. 1618). Rosweyde rispose con una nuova edizione accresciuta delle Vindiciae Kempenses: Heriberti Rosweydi è S.J. Vindiciae Kempenses pro libello Thomae à Kempis de Imitatione Christi, adversùs C. Cajetanum ; accedit commonitorium ad eumdem, adversùs ejusdem apologiam (Antverpiae, apud Petrum et Joannem Belleros, 1621). Jean Bolland, Théophile Raynaud, Henricus Sommalius, Gabriel Naudé, Georg Heser ed altri critici sostennero l'opinione di Rosweyde mentre Robert Quatremaires, François Delfau, Jean de Launoy e altri propugnarono quella del Gaetani. La questione rimane tutt'oggi irrisolta.[12]
- (LA) Pandolfo Pisano, Sanctiss. D. N. Gelasii Papae II. ... vita, a cura di Costantino Gaetani, Romae, ex Officina typographica Caballina, 1638. URL consultato il 17 giugno 2019.

Lasciò varie opere manoscritte, tra le quali:
- De nummis et numismatibus in honorem B. Mariae Virginis cusis libri duo. Quest'opera viene citata da Ippolito Marracci in Biblioteca mariana vol. 1 pag. 295, e da Philippe Labbe in Bibliotheca nummaria (in Bibliotheca bibliothecarum curis secundis auctior, pag. 249).[13][14]
- Opuscula quaedam Ambrosii Authperti Magistri in humanioribus Caroli Magni et abatis s. Vincentii de Volturno prope Capuam fluvio.
- Opuscula s. Bertharii abbatis Montis Casini et m.sanguine regum Gallorum.
- Opera s. Bruni episcopi Siguini, tomis quatuor compraehensa et scholiis et argumentis illustrata.
- Opuscula et epistolae s. Columbani abbatis Bobiensis cum notis et argumentis.
- Sermones et alia opuscula Joannis Gessen benedictini abbatis s. Stephani Vercellarum cum apologia pleniori et auctiori, illum fuisse legitimum auctorem librorum de Imitatione Christi.